# Wippringsen
Wippringsen ist ein Ortsteil der Gemeinde Möhnesee im Kreis Soest, Nordrhein-Westfalen.
Der Ort liegt beidseitig der  B 229 zwischen Soest und Delecke, nördlich des Haarstrangs. Östlich liegt Büecke, westlich Theiningsen. In südlicher Richtung führt die B229 am Bismarckturm vorbei nach Delecke.
Ortsvorsteher ist seit 2016 Johannes Heuschäfer.

## Geschichte
Der Name des Ortes wird abgeleitet von einem Wigberth = kampfglänzend oder Wigbrand = Kampfschwert
Urkundlich erwähnt wird der Ort im Jahr 1223 als Wicmaringshusen, 1229 als Wigmaringshusen, 1536 als Wypperingkhiußen und 1565 als Wipperinghausen.
Im Mittelalter verlief die Grenze zwischen dem Kurkölnischen Herzogtum und der Soester Börde nördlich des Dorfes beim heutigen Kreesweg. Die durch den Ort führende Straße verband Soest mit Arnsberg.
Am 1. Juli 1969 wurde Wippringsen in die Gemeinde Möhnesee eingegliedert.
Bis etwa 1970 war der Ort überwiegend landwirtschaftlich geprägt. Durch die logistisch vorteilhafte Autobahnanbindung (Dortmund – Kassel), siedelten mehrere Gewerbebetriebe in Wippringsen an. Zusätzliche Arbeitsplätze wurden geschaffen, neuer Wohnraum wurde benötigt. Zwischen dem alten Ortsteil und dem Gewerbegebiet entstand ein neues Wohngebiet.